# Colyttus bilineatus
Colyttus bilineatus là một loài nhện trong họ Salticidae.
Loài này thuộc chi Colyttus. Colyttus bilineatus được Tord Tamerlan Teodor Thorell miêu tả năm 1891.